# Banyallarga fortuna
Banyallarga fortuna är en nattsländeart som först beskrevs av Resh in Denning, Resh och Charles L. Hogue 1983.  Banyallarga fortuna ingår i släktet Banyallarga och familjen Calamoceratidae. Inga underarter finns listade i Catalogue of Life.